# Казенский сельсовет
Казенский сельсовет — упразднённые административно-территориальная единица и сельское поселение в Альменевском районе Курганской области. До 3 октября 1926 года назывался Зайнигабдиновский сельсовет.
Административный центр — село Казенное.
Законом Курганской области от 29.06.2021 № 72 к 9 июля 2021 года сельсовет упразднён в связи с преобразованием муниципального района в муниципальный округ.

## География
Площадь сельсовета 133,57 км², в том числе площадь населенных пунктов 21,91 км², земли лесного фонда 20,79 км².

## История
Зайнигабдиновский сельсовет образован в 1919 году в Катайской волости Челябинского уезда.
20 марта 1919 года Зайнигабдиновский сельсовет вошел во вновь образованный Яланский кантон Автономной Башкирской Советской Республики.
14 июня 1922 года Яланский кантон упразднён, территория возвращена в состав Челябинского уезда Челябинской губернии.
Постановлениями ВЦИК от 3 и 12 ноября 1923 года в составе Челябинского округа Уральской области РСФСР образован Катайский район.
3 октября 1926 года Зайнигабдиновский сельсовет переименован в Казенский сельсовет.
Постановлением ВЦИК от 20 апреля 1930 года, Катайский район объединён с Яланским районом в один Ялано-Катайский район.
Постановлением ВЦИК от 17 января 1934 года Уральская область упразднена, Ялано-Катайский район вошёл во вновь образованную Челябинскую область.
Указами Президиума Верховного Совета РСФСР от 12 ноября и 17 декабря 1940 года Ялано-Катайский район разделён на Альменевский и Сафакулевский районы. Казенский сельсовет вошел в Альменевский район.
Указом Президиума Верховного Совета СССР от 6 февраля 1943 года образована Курганская область. Альменевский район вошёл в её состав.
Решением Курганского облисполкома № 710 от 15 июля 1953 года д. Аминево перечислена из Табайлинского сельсовета в состав Казенского сельсовета, д. Килей-Казаккулово и д. Тимякова перечислены из Шариповского сельсовета в состав Казенского сельсовета.
Решением Курганского облисполкома № 407 от 16 июля 1954 года д. Ново-Аминева перечислена из Кулсаринского сельсовета в состав Казенского сельсовета, д. Килей-Тимяково перечислена из Шариповского сельсовета в состав Казенского сельсовета.
Решением Курганского облисполкома № 190 от 14 мая 1959 года п. ф. № 2 и № 3 Зауральского совхоза перечислены из Казенского сельсовета в состав Юламановского сельсовета.
Указом Президиума Верховного Совета РСФСР от 1 февраля 1963 года образован укрупнённый Целинный сельский район, в который передан Казенский сельсовет.
Решением Курганского облисполкома № 434 от 9 декабря 1963 года участок «Заготскотооткорм» переименован в д. Подкорытова Казенского сельсовета.
Указом Президиума Верховного Совета РСФСР от 3 марта 1964 года Казенский сельсовет передан в Шумихинский сельский район.
Указом Президиума Верховного Совета РСФСР от 12 января 1965 года Шумихинский сельский район разукрупнён. Казенский сельсовет вошёл в состав вновь образованного Альменевский района.
Решением Курганского облисполкома № 291 от 29 июля 1970 года д. Подкорытова и д. Килей-Тимяково исключены из Казенского сельсовета как сселившаяся.
Решением Курганского облисполкома № 822 от 22 декабря 1977 года д. Новоаминева исключена из Казенского сельсовета как сселившаяся.

## Население
| 1926 | 1989 | 2002 | 2004 | 2010 | 2012 | 2013 |
| ---- | ---- | ---- | ---- | ---- | ---- | ---- |
| 1428 | ↘962 | ↘829 | ↗847 | ↘666 | ↘599 | ↘544 |
| 2014 | 2015 | 2016 | 2017 | 2018 | 2019 | 2020 |
| ↘532 | ↘504 | ↘486 | ↘470 | ↘456 | ↘430 | ↘410 |

## Состав сельского поселения
| № | Населённый пункт  | Тип населённого пункта       | Население |
| - | ----------------- | ---------------------------- | --------- |
| 1 | Зеникай           | деревня                      | ↘137      |
| 2 | Казенное          | село, административный центр | ↘414      |
| 3 | Килей-Казаккулово | деревня                      | ↘115      |

Площадь сельсовета 133,6 км², площадь населенных пунктов 21,9 км².
По данным переписи 1926 года в Казеннинском (быв. Зайнигабдиновском) сельсовете проживало 1428 чел., в том числе
- в пос. Ефимовка (Статья № 7, образован в 1919 г.) 88 чел., в том числе русских 88 чел.
- в д. Зайнигабдинова (Заникай) 188 чел., в том числе башкир 173 чел., татар 7 чел.
- в д. Казенная (Статья, Шигаевский уч.) 362 чел., в том числе русских 361 чел., башкир 1 чел.
- в д. Леготина 114 чел., в том числе русских 109 чел., немцев 4 чел.
- в пос. Михайловка (Статья № 8) 160 чел., в том числе русских 152 чел., украинцев 8 чел.
- в д. Старо-Юломанова 120 чел., в том числе башкир 120 чел.
- в д. Статья № 6 324 чел., в том числе русских 324 чел.
- в д. Шугаева (Шигаева) 72 чел., в том числе башкир 72 чел.

## Местное самоуправление
Казенская сельская Дума
Численный состав — 7 депутатов, срок депутатских полномочий 5 лет. Депутаты работают на непостоянной основе.
Администрация сельсовета
641145, Курганская область, Альменевский район, с. Казенное, ул. Центральная, 19.
Глава Казенского сельсовета
С 2005 года — Лизунова Любовь Павловна